# Fouchères, Yonne
Fouchères là một xã của Pháp,tọa lạc ở tỉnh Yonne trong vùng Bourgogne-Franche-Comté. Người dân ở đây trong tiếng Pháp gọi là Folchéricien.

## Thông tin nhân khẩu
| Năm | 1801 | 1836 | 1851 | 1876 | 1901 | 1936 | 1962 | 1968 | 1975 | 1982 | 1990 | 1999 |
| --- | ---- | ---- | ---- | ---- | ---- | ---- | ---- | ---- | ---- | ---- | ---- | ---- |
| Dân số | 315  | 398  | 442  | 384  | 381  | 311  | 314  | 270  | 230  | 353  | 375  | 398  |
| From the year 1962 on: No double counting—residents of multiple communes (e.g. students and military personnel) are counted only once. |      |      |      |      |      |      |      |      |      |      |      |      |